# حرشفيات الأجنحة الكبيرة
حرشفيات الأجنحة الكبيرة (الاسم العلمي: Macrolepidoptera)، هي مجموعة حشرات ضمن رتبة حرشفيات الأجنحة.تضم هذه المجموعة تقليديًا الفراشات والعث الكبيرة مقارنةً بـ "حرشفيات الأجنحة الصغيرة"، وهي مجموعة مصطنعة.